# Tangara argentea
A Tangara argentea  a madarak osztályának verébalakúak (Passeriformes) rendjébe és a tangarafélék (Thraupidae) családjába tartozó  faj.

## Rendszerezése
A fajt Frédéric de Lafresnaye francia ornitológus írta le 1857-ben, a Tanagra nembe Tanagra argentea néven. Egyes szervezetek szerint megegyezik a feketefejű tangara (Tangara cyanoptera) fajjal.

## Előfordulása
Dél-Amerika északi részén, Kolumbia és Venezuela területén honos. Természetes élőhelyei a szubtrópusi és trópusi hegyi erdők és magaslati cserjések. Állandó, nem vonuló faj.

## Megjelenése
Testhossza 13 centiméter.

## Életmódja
Gyümölcsökkel, bogyókkal és ízeltlábúakkal táplálkozik.

## Természetvédelmi helyzete
Az elterjedési területe elég nagy, egyedszáma viszont csökkenő, de még nem éri el a kritikus szintet. A Természetvédelmi Világszövetség Vörös listáján nem fenyegetett fajként szerepel.